# Захаров, Пётр Иванович (Герой Советского Союза)
Пётр Иванович Захаров (1 (14) января 1916 года — 4 августа 1996 года) — участник Великой Отечественной войны, наводчик орудия 6-го артиллерийского полка (74-й стрелковой дивизии, 13-й армии, Центрального фронта), младший сержант. Герой Советского Союза.

## Биография

### Ранние годы
Пётр Иванович Захаров родился 1 (14) января 1916 года в селе Троицкое ныне Сызранского района Самарской области в крестьянской семье. Русский. Окончил 5 классов, был рабочим треста «Сызраньнефть».
В Красной Армии в 1936-40 годах и с июня 1942 года. Участник советско-финской войны 1939-40 годов.

### Участие в Великой Отечественной войне
С июля 1942 года Захаров принимал участие в боях на фронтах Великой Отечественной войны. Член ВКП(б)/КПСС с 1943 года.
Наводчик орудия 6-го артиллерийского полка младший сержант Пётр Захаров 14 сентября 1943 года в ходе боёв за плацдарм на реке Десна в районе села Зметнев Сосницкого района Черниговской области Украины, отражая контратаку вражеской пехоты при поддержке танков, заменил раненого командира орудийного расчёта, выкатил орудие на прямую наводку и открыл огонь по противнику.
В этом бою артиллеристы под командованием младшего сержанта Захарова подбили два танка и уничтожили до сорока гитлеровцев, чем способствовали расширению плацдарма и дальнейшему развитию наступления.
Указом Президиума Верховного Совета СССР от 16 октября 1943 года за образцовое выполнение боевых заданий командования на фронте борьбы с немецко-фашистскими захватчиками и проявленные при этом мужество и героизм младшему сержанту Захарову Петру Ивановичу присвоено звание Героя Советского Союза с вручением ордена Ленина и медали «Золотая Звезда» (№ 1871).

### После войны
После войны П. И. Захаров демобилизован. В конце 80-х — начале 90-х годов жил в городе Тульчин Винницкой области Украины, где до ухода на заслуженный отдых работал на различных предприятиях.
5 августа 1996 года Пётр Иванович Захаров скончался.
Мемориальная доска в память о Захарове установлена Российским военно-историческим обществом на здании школа села Троицкое, где он учился.

## Награды
- Медаль «Золотая Звезда»;
- орден Ленина;
- орден Отечественной войны 1-й степени — дважды;
- медали.